# Montreal Wanderers
Die Montreal Wanderers waren ein professionelles kanadisches Eishockeyteam aus Montreal in der Provinz Québec. Sie waren Gründungsmitglied der National Hockey League. Bis zur Gründung der NHL konnte das Team viermal den Stanley Cup gewinnen.

## Geschichte
Vor der Gründung der NHL waren die „Redbands“ eines der erfolgreichsten Eishockeyteams in Kanada. Das Team entstand 1903 und in den Reihen der Wanderers befanden sich zahlreiche Spieler, die 1902 mit den Montréal AAA den Stanley Cup gewonnen hatten. Die Fans der Wanderers waren überwiegend englischsprachig, während die französischsprachigen Bewohner Montreals eher auf Seiten der Montreal Canadiens waren.

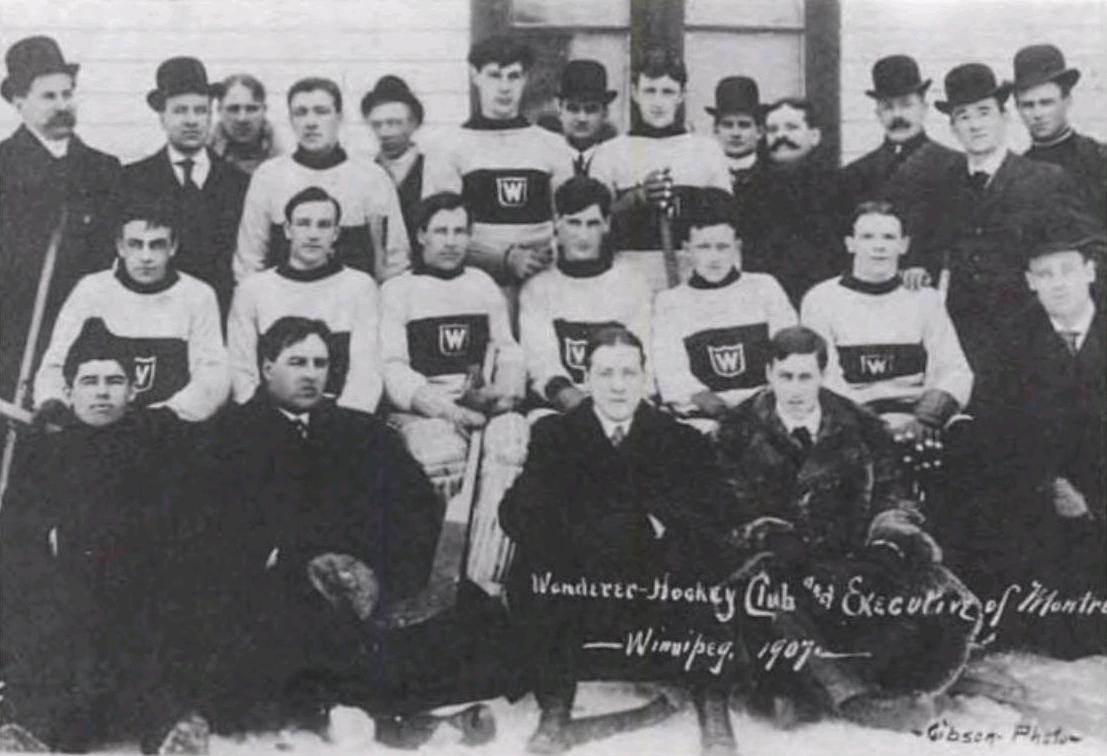
Montreal Wanderers in Winnipeg (1907)

Von 1903 bis 1905 spielte man in der Federal Amateur Hockey League. In die Zeit von 1906 bis 1909, in der man in der Eastern Canada Amateur Hockey Association spielte, fallen die ersten drei Stanley-Cup-Siege. Der Cup wurde damals aber auch noch mehr als einmal pro Jahr vergeben. Im Team der Wanderers stand damals unter anderem auch Lester Patrick.
Auch als Mitglied der National Hockey Association konnte man 1910 noch einmal den Stanley Cup gewinnen. Als aus der NHA heraus die Neugründung der NHL beschlossen wurde, waren die Wanderers 1917 eines der Gründungsmitglieder.
Im NHL-Team der Wanderers stand unter anderem Art Ross. Die Geschichte der Wanderers in der NHL ist kurz erzählt. Nach drei Niederlagen und nur einem Sieg in der ersten NHL-Saison 1917/18 fiel das Stadion der Wanderers, die Montreal Arena, einem Brand zum Opfer. Man forderte die anderen NHL-Teams zur Hilfe auf, die dem Aufruf jedoch nicht folgten. Nachdem das Team zu den nächsten beiden Spielen nicht antreten konnte, folgte die Auflösung des Teams.

## NHL-Saisonstatistik
Abkürzungen: GP = Spiele, W = Siege, L = Niederlagen, T = Unentschieden, OTL = Niederlagen nach Overtime, SOL = Niederlagen nach Shootout, Pts = Punkte, GF = Erzielte Tore, GA = Gegentore, PIM = Strafminuten
| Saison  | GP | W | L | T | OTL | SOL | Pts | GF | GA | PIM | Platz   | Playoffs           |
| 1917/18 | 6  | 1 | 5 | 0 | 0   | —   | 2   | 17 | 35 |     | 4., NHL | nicht qualifiziert |